# Рождественское сельское поселение (Тверская область)
Рожде́ственское се́льское поселе́ние — муниципальное образование в составе Фировского района Тверской области.

На территории поселения находятся 33 населённых пункта. Центр поселения — село Рождество.

Образовано в 2005 году, включило в себя территории Рождественского и Яблоньского сельских округов и территорию посёлка Труд.

## Географические данные
- Общая площадь: 561,8 км².
- Нахождение: северная часть Фировского района.
  - Граничит:
    - на севере — с территорией ЗАТО Озёрный,
    - на северо-востоке — с Бологовским районом, Куженкинское СП,
    - на востоке — с Вышневолоцким районом, Лужниковское СП,
    - на юге — с Великооктябрьским СП,
    - на юго-западе — с Фировским СП,
    - на западе — с Новгородской областью, Демянский и Валдайский районы.

Главные реки — Шлина, и её притоки — Шлинка и Граничная. На западе — крупное озеро Шлино.

Поселение пересекает Октябрьская железная дорога (линия Бологое—Соблаго—Великие Луки).

## Население
| 2010  | 2011  | 2012  | 2013  | 2014  | 2015  | 2016  |
| ----- | ----- | ----- | ----- | ----- | ----- | ----- |
| 1994  | ↘1971 | ↘1938 | ↘1907 | ↘1849 | ↘1799 | ↘1765 |
| 2017  | 2018  | 2019  | 2020  | 2021  |       |       |
| ↘1700 | ↘1646 | ↘1582 | ↘1511 | ↗1764 |       |       |

По переписи 2002 года — 2768 человек, в том числе 1892 человек в Рождественском, 251 человек — в Яблоньском сельских округах, 625 человек — в посёлке Труд).

## Населённые пункты
На территории поселения находятся 33 населённых пункта:
| №  | Населённый пункт              | Тип     | Население |
| -- | ----------------------------- | ------- | --------- |
| 1  | Баталино                      | деревня | 63        |
| 2  | Баталинский Детский Санаторий | н.п.    | 49        |
| 3  | Глыби                         | деревня | 1         |
| 4  | Горка                         | деревня | 12        |
| 5  | Городок                       | деревня | 51        |
| 6  | Градобить                     | деревня | 9         |
| 7  | Граничный                     | посёлок | 254       |
| 8  | Ермолино                      | деревня | 0         |
| 9  | Заморино                      | деревня | 1         |
| 10 | Заречье                       | деревня | 11        |
| 11 | Иваньково                     | деревня | 12        |
| 12 | Каменка                       | деревня | 0         |
| 13 | Комкино                       | деревня | 16        |
| 14 | Комсомольский                 | посёлок | 167       |
| 15 | Кузнецово                     | деревня | 6         |
| 16 | Лесной                        | посёлок | 191       |
| 17 | Леткино                       | деревня | 0         |
| 18 | Мартюшино                     | деревня | 56        |
| 19 | Нескучай                      | деревня | 7         |
| 20 | Остров                        | деревня | 1         |
| 21 | Поддубье                      | деревня | 80        |
| 22 | Рождество                     | село    | 477       |
| 23 | Святково                      | деревня | 1         |
| 24 | Село-Новинок                  | деревня | 16        |
| 25 | Скоково                       | деревня | 24        |
| 26 | Софиевка                      | деревня | 11        |
| 27 | Сторожка Глыби                | н.п.    | 1         |
| 28 | Труд                          | посёлок | ↘415      |
| 29 | Узмень                        | деревня | 1         |
| 30 | Чудино                        | деревня | 0         |
| 31 | Шлина                         | посёлок | 19        |
| 32 | Яблонька                      | деревня | 24        |
| 33 | Яхново                        | деревня | 12        |

### Бывшие населённые пункты
На территории поселения исчезли деревни Доможирово, Лука, Паршуково, Танища, Кожаново и другие.

Деревня Чёрная Грязь присоединена к селу Рождество.

## История
В XII—XIV вв. территория поселения относилась к Деревской пятине Новгородской земли.

В XV веке присоединена к Великому княжеству Московскому и относилась к Жабенскому погосту Деревской пятины.
- После реформ Петра I территория поселения входила:[14]
- в 1708—1727 гг. в Санкт-Петербургскую (Ингерманляндскую 1708—1710 гг.) губернию, Новгородскую провинцию,
- в 1727—1775 гг. в Новгородскую губернию, Новгородскую провинцию,
- в 1775—1796 гг. в Новгородское наместничество, Валдайский уезд,
- в 1796—1927 гг. в Новгородскую губернию, Валдайский уезд,
- в 1927—1929 гг. в Ленинградскую область, Рождественский район,
- в 1929—1935 гг. в Ленинградскую область, Бологовский район,
- в 1935—1963 гг. в Калининскую область, Фировский район,
- в 1963—1972 гг. в Калининскую область, Вышневолоцкий район,
- в 1972—1990 гг. в Калининскую область, Фировский район,
- с 1990 в Тверскую область, Фировский район.

В середине XIX-начале XX века деревни поселения относились к Рождественской и Бельской волостям Валдайского уезда Новгородской губернии.

В 50-е годы XX века на территории поселения существовали Рождественский, Городокский и Яхновский сельсоветы Фировского района Калининской области.